# Сохновка (Красноярский край)
Сохновка — посёлок в Назаровском районе Красноярского края России. Административный центр Верхнеададымского сельсовета.

## География
Посёлок расположен в 21 км к юго-западу от районного центра Назарово.

## История
В 1968 г. указом президиума ВС РСФСР поселок отделения  №2  Ададымского совхоза переименован в Сохновка.

## Население
| 2010 |
| ---- |
| 440  |

Гендерный состав
По данным Всероссийской переписи населения 2010 года 205 мужчин и 235 женщин из 440 чел.